# Maria Luísa Fançony
Maria Luísa Fançony, também conhecida por Luísa Fançony (Luau, 1946) é uma jornalista e radialista angolana. Trabalhou na Rádio Nacional de Angola (RNA). Em 1992 foi co-fundadora da rádio Luanda Antena Comercial (LAC), da qual é directora geral, sendo a única mulher em Angola a dirigir uma estação radiofónica.

## Biografia
Fançony nasceu em 1946 no município do Luau, província do Moxico, em Angola. Mudou-se para o Bié com apenas seis meses, onde viveu até aos 16 anos. Com apenas 14 anos iniciou o seu percurso na rádio, o meio de comunicação em que trabalha até hoje.
A radialista viveu no Lobito no final dos anos 50 e durante a década de 60, tendo passado pela rádio Clube Lobito.  
Depois de muitos anos de experiência enquanto radialista, decidiu formar-se em Psicologia da Educação, por acreditar que seria um complemento ao trabalho que havia desenvolvido até então.

## Percurso
Fançony começou a sua trajectória jornalística ao 14 anos na Rádio Clube do Bié, como estagiária, após ter ficado em segundo lugar num concurso para um emprego. De seguida foi colaboradora na Rádio Clube do Lobito.
Mudou-se para Luanda, para trabalhar inicialmente na Emissora Católica de Angola, a convite de José Maria Almeida. De seguida foi trabalhar para a Rádio Voz de Luanda, onde produziu um programa intitulado a Hora da Mulher e outros de entretenimento.
De seguida entrou para a Emissora Oficial de Angola, como realizadora de programas, que após a independência passou a ser a Rádio Nacional de Angola (RNA).
Entre o início da década de 80 e 1992, foi directora de programas na RNA, ao mesmo tempo que realizou programas como Para a Mulher e Reencontrar a África.
Em 1988, para além da direcção de programas, também tinha a tutela da Informação, coajuvando o Director-Geral da RNA Guilherme Mogas.
Em 25 de Setembro de 1992, fundou a Luanda Antena Comercial (LAC) com Mateus Gonçalves e José Rodrigues, emissora da qual é directora, sendo a única mulher dirigente de uma estação radiofónica em Angola.
Na LAC, Fançony, produziu o programa Elas e o Mundo, um dos programas com maior audiência da rádio, um debate semanal nas manhãs de quarta-feira com a participação, para além de Fançony, de Laurinda Hoygaard, Alexandra Simeão, Ana Paula Godinho e Suzana Mendes, suspenso em 2015.
Luísa Fançony teve três passagens pela Televisão Pública de Angola (TPA), com programas ligados à mulher e ao debate de questões de índole social, apresentou ainda o programa de domingo à noite Você Decide.
Luísa Fançony também foi directora da revista Talento, de periodicidade mensal, fundada em 2003.
Foi também colaboradora da Organização da Mulher Angolana, escrevendo alguns discursos para a responsável máxima da organização.

## Reconhecimentos e Prémios
Em 2009 o prémio anual Divas de Angola, cujo intuito é reconhecer mulheres que tenham tido um percurso com destaque em diferentes áreas na sociedade angolana, prestou-lhe uma homenagem.  
No ano de 2011 o Belas Shopping, em Luanda, organizou uma exposição comemorativa do Dia Internacional da Mulher que distinguia 34 mulheres que se destacaram em diferentes períodos históricos pelo mundo, sendo uma delas Fançony. No grupo encontravam-se também, entre outras, as angolanas Eunice Inácio (primeira nomeada ao Prémio Nobel da Paz angolana), Gabriela Antunes (professora e escritora) e Anabela Leitão (a primeira doutorada após a independência de Angola).
Fançony participou no 2º Congresso da Radiodifusão de Angola, em 2013, com a apresentação de uma palestra subordinada ao tema A história da Rádio em Angola.
Quatro anos mais tarde, em 2017, foi distinguida no Prémio Nacional de Cultura e Artes, na categoria de Jornalismo Cultural. Já em 2019, no dia da Mulher Africana, jovens poetisas renderam-lhe homenagem num recital na Casa da Cultura do Rangel Njinga Mbande, em Luanda.
Em abril de 2020 foi diretora do Novo Jornal durante uma semana, tendo assinado o editorial normalmente assumido por Armindo Laureano, numa edição que assinala os 18 anos de Paz em Angola.